# Colegio universitario de las Islas Caimán
El Colegio universitario de las Islas Caimán (en inglés: University College of the Cayman Islands) es una institución de educación superior en las Islas Caimán un territorio británico de ultramar en el Mar Caribe.
El Colegio Comunitario original fue establecido como una institución a tiempo parcial en 1975, la primera patrocinada por el gobierno en las Islas Caimán. La Escuela de Comercio, la Escuela de Hostelería y la Escuela de la Marina fueron fundadas entre 1976 y 1981. En 1985 todas estas instituciones se fusionaron como el Colegio de la Comunidad de las Islas Caimán. En 2004, la Asamblea aprobó una Ley cambiando el nombre a Colegio Universitario de las Islas Caimán.